# (37756) 1997 EH11
1997 EH11 (asteroide 37756) é um asteroide da cintura principal. Possui uma excentricidade de 0.10997630 e uma inclinação de 13.91512º.
Este asteroide foi descoberto no dia 3 de março de 1997 por Farra d'Isonzo em Farra d'Isonzo.